# Kanał Klecewski
Kanał Klecewski (niem. Aalfang) – kanał o długości 2360 m łączy jezioro Kucki z rzeką Gardęgą.
Powiśle, województwo pomorskie, powiat kwidzyński, gmina Gardeja.

## Miejscowości przez które przepływa
- Klecewo
- Czarne Górne
- Przęsławek